# Aulad Majmun
Aulad Majmun (arab. أولاد ميمون; fr. Ouled Mimoun)  – jedna z 53 gmin w prowincji Tilimsan, w Algierii, znajdująca się w północno-zachodniej części prowincji, około 26 km na wschód od Tilimsan. W 2008 roku gminę zamieszkiwało 26389 osób. Numer statystyczny gminy w Office National des Statistiques d'Algérie to 1313.